# Xorides confusus
Xorides confusus är en stekelart som beskrevs av Baltazar 1961. Xorides confusus ingår i släktet Xorides och familjen brokparasitsteklar. Inga underarter finns listade i Catalogue of Life.